# Pomacentrus moluccensis
Pomacentrus moluccensis là một loài cá biển thuộc chi Pomacentrus trong họ Cá thia. Loài này được mô tả lần đầu tiên vào năm 1853.

## Từ nguyên
Từ định danh trong danh pháp được đặt theo tên gọi của quần đảo Maluku (Indonesia), nơi mà mẫu định danh của loài cá này được thu thập (–ensis: hậu tố biểu thị nơi chốn).

## Phạm vi phân bố và môi trường sống
Từ biển Andaman, phạm vi của P. moluccensis trải dài về phía đông đến Tonga, băng qua vùng biển các nước Đông Nam Á đến các đảo quốc thuộc Melanesia, giới hạn phía bắc đến vùng biển phía nam Nhật Bản, phía nam đến Úc và đảo Lord Howe. P. moluccensis sống xung quanh những rạn san hô phân nhánh ngoài khơi hoặc trong các đầm phá, ở độ sâu đến 14 m.
Tại Việt Nam, P. moluccensis được ghi nhận dọc theo bờ biển Khánh Hòa–Ninh Thuận, Phú Yên, Bình Thuận, đảo Lý Sơn (Quảng Ngãi), quần đảo An Thới (Phú Quốc), cù lao Chàm (Quảng Nam), Côn Đảo và quần đảo Trường Sa.

## Mô tả
Chiều dài lớn nhất được ghi nhận ở P. moluccensis là 9 cm. Cơ thể của P. moluccensis có màu vàng tươi đặc trưng. Một đốm nhỏ màu đen ở gốc vây ngực và màu xanh lục ở rìa nắp mang. Pomacentrus sulfureus, một loài cũng có màu vàng tươi như P. moluccensis, nhưng đốm đen ở gốc vây ngực của P. sulfureus lại rất lớn và có phạm vi giới hạn ở Tây Ấn Độ Dương.
Số gai ở vây lưng là 13; Số tia vây ở vây lưng là từ 14–15; Số gai ở vây hậu môn là 2; Số tia vây ở vây hậu môn là 14–15; Số tia vây ở vây ngực là 17; Số gai ở vây bụng là 1; Số tia vây ở vây bụng là 5; Số lược mang là từ 23–24; Số vảy đường bên là từ 17–18.

## Sinh thái học
Thức ăn của P. moluccensis bao gồm tảo và các loài động vật phù du. Chúng thường hợp thành những nhóm nhỏ. Cá đực có tập tính bảo vệ và chăm sóc trứng.
Có bằng chứng khoa học cho thấy rằng P. moluccensis có khả năng thích ứng nhiệt độ, và điều này giúp chúng có thể tồn tại trong tình trạng nhiệt độ đại dương đang dần ấm lên.